# Peter Bosz
Peter Sylvester Bosz (ur. 21 listopada 1963 w Apeldoorn) – holenderski trener i piłkarz, który występował na pozycji obrońcy lub pomocnika.

## Kariera klubowa
Bosz pierwsze lata kariery spędził w małych amatorskich klubach z rodzinnego miasta Apeldoorn o nazwach OBV Apeldoorn oraz Apeldoornse Boys. Jego pierwszym poważnym klubem było Vitesse Arnhem, z miasta leżącego niedaleko Apeldoornu. Vitesse grało wówczas w Eerstedivisie, a Bosz zadebiutował w niej 20 września 1981 w przegranym 0:3 meczu z Excelsiorem Rotterdam. W Vitesse grał przez 3 sezony, jednak nie zdołał awansować z tym klubem do Eredivisie. Potem na rok przeszedł do AGOVV Apeldoorn, a w 1985 roku trafił do RKC Waalwijk. W RKC spędził 3 sezony grając w drugiej lidze i wtedy dość niespodziewanie zgłosił się po niego klub francuskiej Ligue 1, Sporting Toulon Var. W zespole z Tulonu był podstawowym zawodnikiem linii obrony i rozegrał w tym klubie blisko 100 meczów.
Latem 1991 Bosz wrócił do Holandii, a jego dobra postawa została zauważona w Rotterdamie i właśnie tamtejszy Feyenoord ściągnął Petera do siebie. Zawodnik miał pewne miejsce na prawej obronie zespołu, a czasem grał też w pomocy. Już w pierwszym sezonie gry w Feyenoordzie osiągnął sukces, jakim było zdobycie Pucharu Holandii. W mistrzowskim sezonie rozegrał 27 meczów i zdobył 2 gole. W 1993 roku natomiast Bosz wywalczył swój pierwszy i jedyny tytuł mistrza Holandii. Natomiast w latach 1994 i 1995 ponownie został zdobywcą krajowego pucharu. W sezonie 1996/1997 Bosz nie miał już pewnego miejsca w składzie i zdecydował się opuścić Feyenoord.
Latem 1996 Peter przystał na propozycję japońskiego JEF United Ichihara. Zespół był jednak typowym średniakiem i w 1996 Bosz zajął z nim 9. miejsce (rozegrał 9 meczów), a w 1997 13. miejsce (24 mecze, 1 gol). Zimą 1998 roku Bosz wrócił do Europy i został zawodnikiem Hansy Rostock. W Bundeslidze zadebiutował 31 stycznia w wygranym 3:0 meczu z TSV 1860 Monachium, a łącznie zagrał w 14 meczach ligowych i zajął z Hansą 3. miejsce w lidze. W sezonie 1998/1999 Bosz grał w NAC Breda, gdzie rozegrał 26 meczów, zdobywając gola, a po sezonie ponownie trafił do JEF United, gdzie zakończył piłkarską karierę meczem z Gambą Osaka (27 listopada 1999, 1:0 dla JEF).
| Sezon   | Klub                | Kraj     | Rozgrywki      | Mecze | Bramki |
| ------- | ------------------- | -------- | -------------- | ----- | ------ |
| 1981/82 | SBV Vitesse         | Holandia | Eerste divisie | 26    | 0      |
| 1982/83 | SBV Vitesse         | Holandia | Eerste divisie | 27    | 2      |
| 1983/84 | SBV Vitesse         | Holandia | Eerste divisie | 28    | 0      |
| 1984/85 | AGOVV Apeldoorn     | Holandia | Tweede Divisie | ?     | ?      |
| 1985/86 | RKC Waalwijk        | Holandia | Eerste divisie | 35    | 1      |
| 1986/87 | RKC Waalwijk        | Holandia | Eerste divisie | 35    | 2      |
| 1987/88 | RKC Waalwijk        | Holandia | Eerste divisie | 35    | 1      |
| 1988/89 | Sporting Toulon Var | Francja  | Division 1     | 24    | 0      |
| 1989/90 | Sporting Toulon Var | Francja  | Division 1     | 34    | 0      |
| 1990/91 | Sporting Toulon Var | Francja  | Division 1     | 35    | 0      |
| 1991/92 | Feyenoord Rotterdam | Holandia | Eredivisie     | 33    | 1      |
| 1992/93 | Feyenoord           | Holandia | Eredivisie     | 27    | 2      |
| 1993/94 | Feyenoord           | Holandia | Eredivisie     | 28    | 0      |
| 1994/95 | Feyenoord           | Holandia | Eredivisie     | 32    | 1      |
| 1995/96 | Feyenoord           | Holandia | Eredivisie     | 31    | 2      |
| 1996/97 | Feyenoord           | Holandia | Eredivisie     | 5     | 0      |
| 1996    | JEF United Ichihara | Japonia  | J-League       | 9     | 0      |
| 1997    | JEF United Ichihara | Japonia  | J-League       | 24    | 1      |
| 1997/98 | Hansa Rostock       | Niemcy   | Bundesliga     | 14    | 0      |
| 1998/99 | NAC Breda           | Holandia | Eredivisie     | 26    | 1      |
| 1999    | JEF United Ichihara | Japonia  | J-League       | 15    | 1      |

## Kariera reprezentacyjna
W reprezentacji Holandii Bosz zadebiutował 4 grudnia 1991 w wygranym 2:0 wyjazdowym meczu z Grecją (w 85. minucie zmienił Wima Kiefta. W 1992 roku został powołany przez Rinusa Michelsa do kadry na Mistrzostwa Europy w Szwecji. Tam zagrał w jednym meczu, wygranym 3:1 z Niemcami (wszedł na boisko w 88. minucie), a z Holandią doszedł do półfinału tego turnieju. Swój ostatni mecz w kadrze Bosz rozegrał 26 kwietnia 1995, a Holandia przegrała na wyjeździe z Czechami 1:3. Ogółem w kadrze zagrał w 8 meczach i nie zdobył gola.

## Kariera trenerska
Po zakończeniu kariery piłkarskiej Bosz został trenerem. Najpierw szkolił zawodników z klubu z rodzinnej miejscowości, AGOVV Apeldoorn. Następnie był trenerem piłkarzy De Graafschap, a w latach 2004–2006 prowadził pierwszoligowy Heracles Almelo. W latach 2006–2009 pracował na stanowisku dyrektorskim w Feyenoordzie. W 2010 roku wrócił do prowadzenia zespołu Heraclesa, w którym pracował do 2013. Przed sezonem 2013/14 został mianowany trenerem Vitesse Arnhem. W styczniu 2016 roku zrezygnował z tego stanowiska i został trenerem izraelskiego klubu Maccabi Tel Awiw. Na początku sezonu 2016/17 został trenerem Ajaxu Amsterdam. W czerwcu 2017 podpisał dwuletni kontrakt z Borussią Dortmund.

## Sukcesy
- Mistrzostwo Holandii: 1993 z Feyenoordem
- Puchar Holandii: 1992, 1994, 1995 z Feyenoordem
- 3-4. miejsce na ME: 1992
- Finał Ligi Europy: 2017 z Ajaxem